# Liste der Baudenkmäler in Tuchenbach
Auf dieser Seite sind die Baudenkmäler in der mittelfränkischen Gemeinde Tuchenbach zusammengestellt. Diese Tabelle ist eine Teilliste der Liste der Baudenkmäler in Bayern. Grundlage ist die Bayerische Denkmalliste, die auf Basis des Bayerischen Denkmalschutzgesetzes vom 1. Oktober 1973 erstmals erstellt wurde und seither durch das Bayerische Landesamt für Denkmalpflege geführt wird. Die folgenden Angaben ersetzen nicht die rechtsverbindliche Auskunft der Denkmalschutzbehörde.

## Baudenkmäler
| Lage                                                                 | Objekt     | Beschreibung            | Akten-Nr.    | Bild |
| -------------------------------------------------------------------- | ---------- | ----------------------- | ------------ | ---- |
| Herzogenauracher Straße 5; Herzogenauracher Straße 5 a; Hutweiher () | Sühnekreuz | Steinkreuz, 16./17. Jh. | D-5-73-129-1 |      |